# Akzsajik FK
Az Akzsajik (kazak betűkkel Ақжайық Футбол Клубы, magyar átírásban Akzsajik Futbol Klubi) kazah labdarúgócsapat Oral városából.

## Korábbi nevek
- 1968–1993: Uralec
- 1993–1995: Uralec-ARMA
- 1997–1998: Zsangir
- 1998–1999: Narin
- 2002–2004: Batis

2004 óta jelenlegi nevén szerepel.

## Története
A csapatot 1968-ban Uralec néven alapították, amely a szovjet harmadosztály kazah területi csoportjába nyert besorolást. 1970-ben kiesett, majd 1980-tól és 1989-től három szezon erejéig a negyedosztályban szerepelt.
Az első független kazah nemzeti labdarúgó-bajnokság másodosztályába nyert besorolást, ahol csak rövid ideig tudott megkapaszkodni. Többször feljutott ide, azonban egy szezont követően rendre ki is esett.
Az első jelentősebb esemény 2009-ben következett be. A csapat sikeresen megkapaszkodott a másodosztályban , majd ezüstérmesként, osztályozót jelentő helyen zárt. A fél évvel korábban még Európa-liga-selejtezőn szereplő Okzsetpesz csapata elleni osztályozót 3–2-re megnyerte, így története során először az élvonalba jutott. 

## Külső hivatkozások
- Hivatalos honlap (oroszul)